# Anetia jaegeri
Espèce
Statut de conservation UICN

 NT  : Quasi menacé
Anetia jaegeri est une espèce de papillons de la famille des Nymphalidae, de la sous-famille des Danainae et du genre Anetia.

## Dénomination
Anetia jaegeri a été décrit par Édouard Ménétries en 1832 sous le nom initial d’Argynis jaegeri.

### Noms vernaculaires
Anetia jaegeri se nomme Hispaniolan King en anglais.

## Description
Anetia jaegeri est un grand papillon aux ailes antérieures à bord costal bossu, bord externe concave et bord interne droit.
Les ailes sont de couleur marron clair ornées de taches jaune disposées une ligne marginale et aux ailes antérieures une autre ligne puis une ligne de taches marron cernées de jaune.
Le revers est ocre avec aux ailes antérieures la même ornementation et une plage rose basale.

## Écologie et distribution
Anetia briarea est présent à la Jamaïque et en République dominicaine.

### Protection
Marqué NT sur le Red Data Book.